# 罗兰·加勒特
罗兰·G·加勒特（英語：Rowland G. Garrett，1950年7月16日—），美国NBA联盟的前职业篮球运动员。他在1972年的NBA选秀中第5轮第78顺位被芝加哥公牛选中。